# Birgitta Andresen
Inger Birgitta Viola Andresen, född 30 juni 1946 i Örebro, död 20 september 2015 i Örebro, var en svensk gitarrist. Hon var Sveriges första kvinnliga sologitarrist och verkade under namnet Bibbi Ander. Hon medverkade i SVT:s Drop-In och tillsammans med sitt band turnerade hon med Rock-Olga.

## Biografi
Birgitta Andresens far Arne Andresen, som varit storbandsmusiker i sitt hemland Norge, hade som motståndsman i Milorg tvingats fly till Sverige. Modern Maj-Britt var från Örebro och tillsammans fick paret ytterligare en dotter. Birgitta Andresen var musikalisk och lärde sig tidigt spela piano. Då hon som barn fick mässlingen hade hon långtråkigt och för att få tiden att gå började hon plinka på mammans gamla gitarr av märket Levin. I tonåren träffade hon nya kamrater och en del av dem spelade olika instrument.
Ungdomarna startade bandet The Defenders där Birgitta Andresen blev sologitarrist och sångare, Olle Holmberg spelade kompgitarr, Lars ”Tobaks-Lasse” Eriksson bas och Lars-Göran Läth trummor. Gruppen övade gratis på ungdomsgårdar i utbyte mot att de då och då uppträdde på dessa. I hemstaden Örebro var de i början av 1960-talet ett av de ledande banden och Birgitta Andresen kunde med gott samvete kallas sig Sveriges första kvinnliga sologitarrist.
År 1963 upptäcktes bandet av Mats Bahr, skådespelare och komiker, och av Rolf Inghamn, impressario och nöjesarrangör. Mats Bahr gav Birgitta Andresen artistnamnet Bibbi Ander och Rolf Inghamn erbjöd The Defenders att kompa Rock-Olga under hennes turné 1964. De fick också en spelning på Nalen tillsammans med Burken och Rock-Ragge. Eftersom ingen i bandet hade körkort var det fadern Arne Andresen som ordnade transporten. Troligen var The Defenders det första landsortsbandet som fick äran att spela på det anrika etablissemanget.
Efter den spelningen berömde jazzmusikern Count Basie Birgitta Andresens gitarrspel och tyckte det var ”coolt” med en kvinnlig gitarrist. Bosse Billtén och Lasse Sarri från Sveriges Television var med och de erbjöd Birgitta Andresen att medverka i ungdomsprogrammet Drop-In där hon kompades av The Telstars. Under turnerandet gick resorna även till Finland där det blev TV-inspelning med Viktor Klimenko, och till Norge. Norsk TV gjorde en inspelning där Birgitta Andresen spelade tillsammans med sin far på saxofon och farbror Eugen på dragspel.
År 1965 utsåg tidningen Expressen Birgitta Andresen till ”Årets popbrud” och samma år föddes dottern Susann. Efter ett uppehåll i uppträdandena gjorde Birgitta Andresen comeback 1967 på en popgala i Örebro där Spencer Davis Group var huvudattraktion. Hela sommaren 1968 spelade hon tillsammans med en trio på Centric i Åhus. Samma år spelades en singel in med låtarna "En gång han var min kille" och "Kvällens rosor är röda". Under hösten turnerade Birgitta Andresen med ett storband runt hela Sicilien, ett återkommande evenemang i olika omgångar under sex år.
Då Bill Haley & His Comets uppträdde på Idrottshuset i Örebro 1972 värmde Birgitta Andresen och hennes grupp upp publiken innan Rockgreven & Rock´n´roll Cirkus och Rock-Olga med Gauffins Dubbelblandning tog vid. Alla de svenska artisterna fick goda recensioner medan rocklegenden ansågs vara trött och känslolös.
År 1987 flyttade Birgitta Andresen tillsammans med maken Ingemar Wallin till Spanien där hon fortsatte uppträda i mindre skala. Hon var klubbmusiker och spelade dansmusik för skandinaver på Costa Blanca-kusten men ägnade också tiden till att arbeta som tolk och att ge juridisk och ekonomisk rådgivning åt sina landsmän. År 2010 var det dags att flytta hem igen. Hon startade då The New Defenders där även dottern Susann Wallin ingick. Bortsett från att ha fått den prestigefyllda titeln ”Årets popbrud” var hon också en av de personligheter som fått ge namn åt Örebros stadsbussar, buss 26 som trafikerar sträckan Tybble – resecentrum.
År 2015 avled Birgitta Andresen i sviterna av lungcancer.